# Acronicta noctivaga
Acronicta noctivaga là một loài bướm đêm trong họ Noctuidae.